# Movimiento Revolucionario del Pueblo (Costa Rica)
Se llamó Movimiento Revolucionario del Pueblo (también a veces conocido como Partido de los Trabajadores, aunque sin relación con el partido del mismo nombre recién fundado en 2012) a una agrupación política costarricense de extrema izquierda que formó parte de la Coalición Pueblo Unido que agrupó a la mayor parte de la izquierda costarricense desde su relegalización en 1978 hasta la ruptura feroz en 1986.

## Historia
En este partido militó en su juventud el futuro alcalde de San José y candidato presidencial del Partido Liberación Nacional Johnny Araya Monge. Uno de sus dirigentes era José Fabio Araya Monge, hermano de los políticos liberacionistas Rolando y Johnny Araya.
Nació como Partido Revolucionario Auténtico y en principio se mostró como opuesto al partido tradicional histórico de la izquierda Vanguardia Popular. Fue fundado mayormente por intelectuales de clase media y de la «pequeña burguesía» costarricense. Sus posturas eran considerablemente ultraizquierdistas con una retórica militarista que llamaba a la revolución armada, desconfiaba de todos los sectores que no fueran los obreros más explotados, clamaba por el abstencionismo electoral y despotricaba con frecuencia contra los partidos tradicionales, incluyendo los dos principales de izquierda de esa época; Vanguardia Popular y el Partido Socialista Costarricense. Incluso apoyaron militarmente al Frente Sandinista de Liberación Nacional.
El PRA cambiaría su nombre por Movimiento Revolucionario Auténtico ante la perspectiva de que eran un movimiento clandestino secreto y no un partido político electoral, para luego en 1974 cambiarse el nombre a Movimiento Revolucionario del Pueblo. A raíz de una serie de experiencias dentro del movimiento estudiantil en el cual sus juventudes estrecharon lazos con las del PSC se plantea la necesidad de unificar fuerzas. El MRP modera su discurso, renuncia al uso de las armas, y se plantea competir electoralmente. Así en 1977 el MRP y el PSC suscriben un documento donde denuncian su carácter político antiburgués, anticapitalista y antiimperialista y llaman a una unión de fuerzas de izquierdas entre el MRP, el PSC, el PVP y un sector progresista del Partido Liberación Nacional. Finalmente los tres partidos conforman la coalición Pueblo Unido y postulan al médico y decano de la Facultad de Medicina de la UCR, el ex liberacionista Rodrigo Gutiérrez Sáenz. En 1977 el MRP realizó su primer congreso donde asumían la lucha social-revolucionaria que, según ellos, debía partir del pueblo y la clase obrera.
En la práctica, sin embargo, aunque eran aliados en coalición, los tres partidos se enfrentaban virulentamente al competir dentro del movimiento sindical y esto causó graves heridas internas. Pueblo Unido sufre un duro cisma en 1986 casualmente cuatro años después de su mayor triunfo electoral en 1982 donde la crisis de ese año les permitió obtener el resultado más alto de votos desde 1948 (3% con 4 diputados electos).